# Sondrio
Sondrio (dt. Sünders oder Sonders, rätoromanisch Sonderⓘ) ist der Hauptort der gleichnamigen italienischen Provinz (Lombardei).
Der Name ist von der lateinischen Bezeichnung Sundrium abgeleitet, der langobardischen Ursprungs ist. Er weist auf ein altes Kammergut hin, das der Herrschaft zum eigenen Nutzen vorbehalten blieb. Sondrio wurde zur Alpenstadt des Jahres 2007 gekürt.

## Lage und Einwohner
Sondrio liegt 140 km nordwestlich von Mailand und ist mit 21.297 Einwohnern (Stand 31. Dezember 2023) der größter Ort des Veltlin. 
Die Nachbargemeinden sind Albosaggia, Caiolo, Castione Andevenno, Faedo Valtellino, Montagna in Valtellina, Spriana und Torre di Santa Maria.

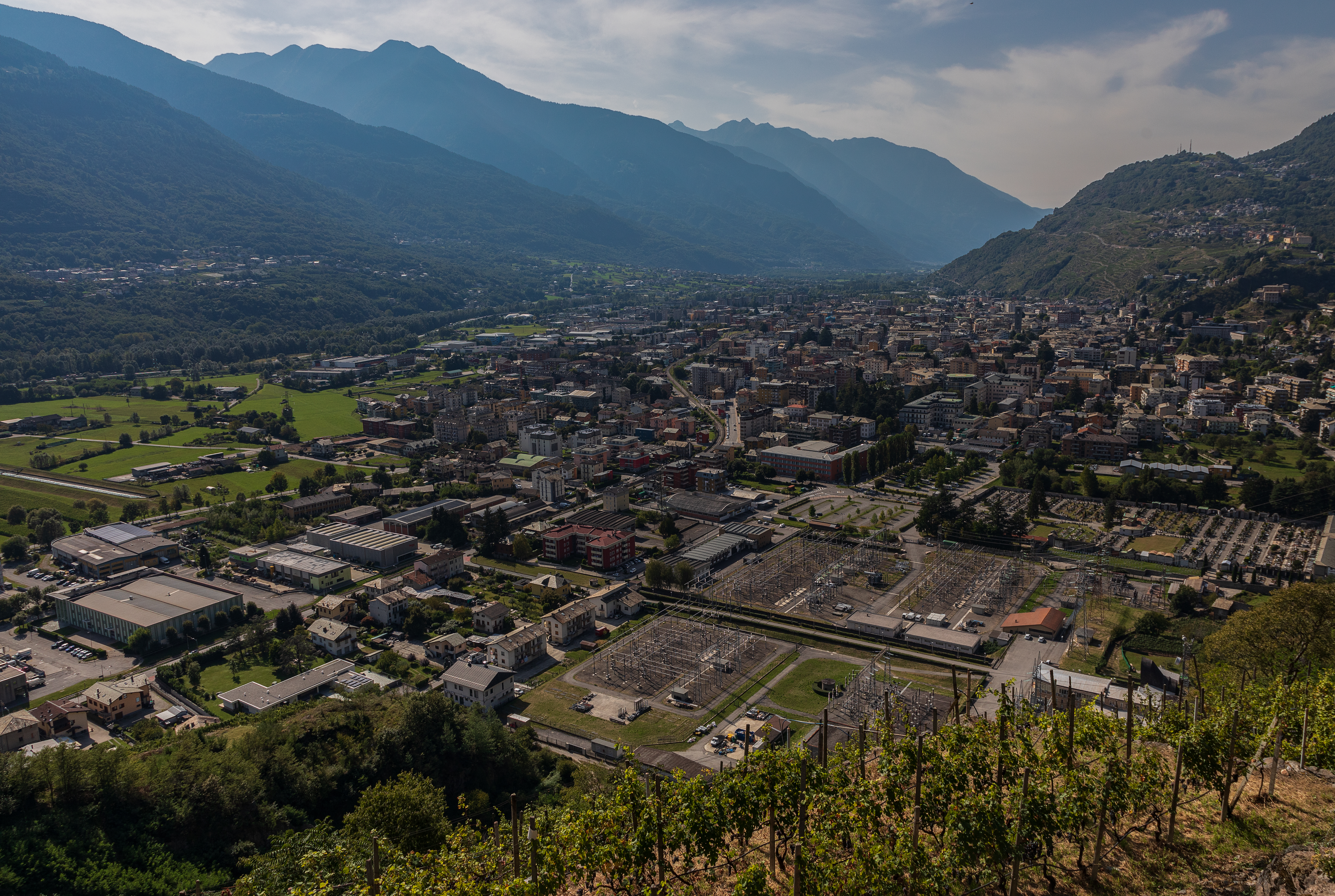
Panorama

### Verkehrsanbindung
Die Ortsumgehung Sondrios ist Teil der Strada Statale 38, die das Veltlin über das Stilfser Joch mit dem Südtiroler Vinschgau, Meran und Bozen verbindet. Von Bedeutung ist auch die Veltlinbahn. In der Nachbargemeinde Caiolo befindet sich der Flugplatz Caiolo für die allgemeine Luftfahrt.

## Geschichte

### Frühzeit und Mittelalter
Durch die günstige strategische Lage nahe der alpenüberquerenden Passstraßen war der Ort bereits in frühgeschichtlicher Zeit bedeutend. Im Hochmittelalter unterstand Sondrio zuerst den Capitanei di Vizzola auf der Burg Castello Masegra, dann der Stadt Como. 1318 wurde ein Palisadenzaun, 1325 eine Stadtmauer errichtet. Ab 1335 gehörte Sondrio zu Mailand.
1487 siegten die Bündner im Veltliner Feldzug bei Sondrio gegen die Truppen des Herzogs von Mailand. 1512 nahmen sie endgültig Einsitz im Veltlin, und Sondrio wurde zum Verwaltungszentrum der Untertanenlandschaften. Hier residierten der Landeshauptmann als höchster Vertreter des Bündner Souveräns, der zugleich als Podestat, Richter und Regierender, des mittleren Terziers amtierte. 1553 wurde der Amtssitz im Palazzo Pellegrini in einen repräsentativen Renaissancebau umgestaltet, der noch heute als Palazzo comunale existiert.

### Reformation und Gegenreformation

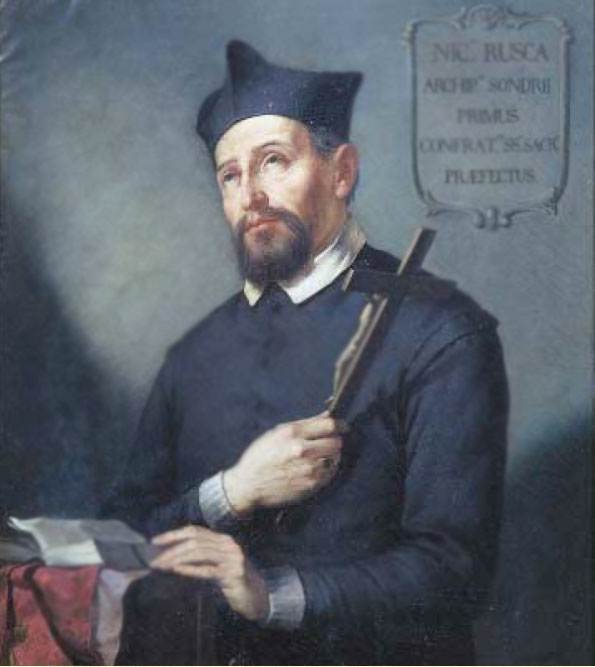
Nicolò Rusca

Bereits um 1540 wurden erste evangelische Gemeinschaften gebildet, die auf das Wirken italienischer Prediger wie Scipione Lentulo und Scipione Calandrini zurückgingen. Nach 1553 entstand eine eigene reformierte Kirchgemeinde, die sich in der Kirche Nabor und Felix am Sonderserberg und im Val Malenco traf. 1574 wurde eine reformierte Kirche in Mossini gebaut, die später nach der Rekatholisierung dem heiligen Carlo Borromeo geweiht wurde. 1582 wurde eine paritätische Landesschule, eine Lateinschule, eingeführt. Hauptlehrer waren Scipione Calandrini und Raphael Eglin. Anfang 1585 nach weniger als drei Jahren Bestand scheiterte sie an der gegenreformatorischen Agitation. 1618 wurde am Strafgericht in Thusis Nicolò Rusca, der Erzpriester von Sondrio und Verfechter der Gegenreformation, hingerichtet. 1620 wurden aus Rache beim sogenannten Veltliner Mord auch in Sondrio ungefähr 140 Protestanten getötet, Anführer dieses Mordzugs war Giacomo Robustelli. Weiteren evangelischen Personen gelang die Flucht nach Graubünden.

### Neuzeit
Die zweite Phase der Bündner Herrschaft dauerte von 1639 bis 1797. Ein Freiheitsbaum wurde in Sondrio aufgestellt und der letzte Bündner Landeshauptmann Clemente Maria a Marca zog ab. Im 19. Jahrhundert etablierten sich in der Umgebung von Sondrio mehrere Bündner Weinhandelsfirmen.

## Sehenswürdigkeiten
- Kollegiatkirche Santi Gervasio e Protasio, erwähnt im 12. Jahrhundert, eine der ältesten im Veltlin. Sie weist im Gewölbe das Fresko Assunzione della Vergine von Giovanni Gavazzeni, und andere von Pietro Ligari: Madonna del Rosario con Gesù e Santi (1738), Miracolo di San Gregorio Magno (1720), von Giuseppe Antonio Petrini aus Carona TI Transito di San Giuseppe (1755) und zwei Ölgemälde Martirio dei Santi Gervasio e Protasio und Trasporto delle loro reliquie von Giacomo Parravicino auf
- Torre Ligariana, erbaut von Giacomo Cometta aus Devoggio, Fraktion von Arogno, gestorben 1756
- Kirche San Rocco, erbaut 1513, Hochaltargemälde Madonna mit Kind und Heilige Rocco und Sebastiano
- Palazzo Pretorio oder della Ragione (16. Jahrhundert)
- Palazzo Sertoli, im Tanzsalon Fresken von Giovanni Antonio Torricelli aus Lugano
- Palazzo Sassi de Lavizzari, (17. Jahrhundert), Sitz des Museo Valtellinese di Storia e Arte
- Schloss Masegra, erbaut 1041
- Villa Quadrio, erbaut 1862, Biblioteca civica Pio Rajna seit 1930

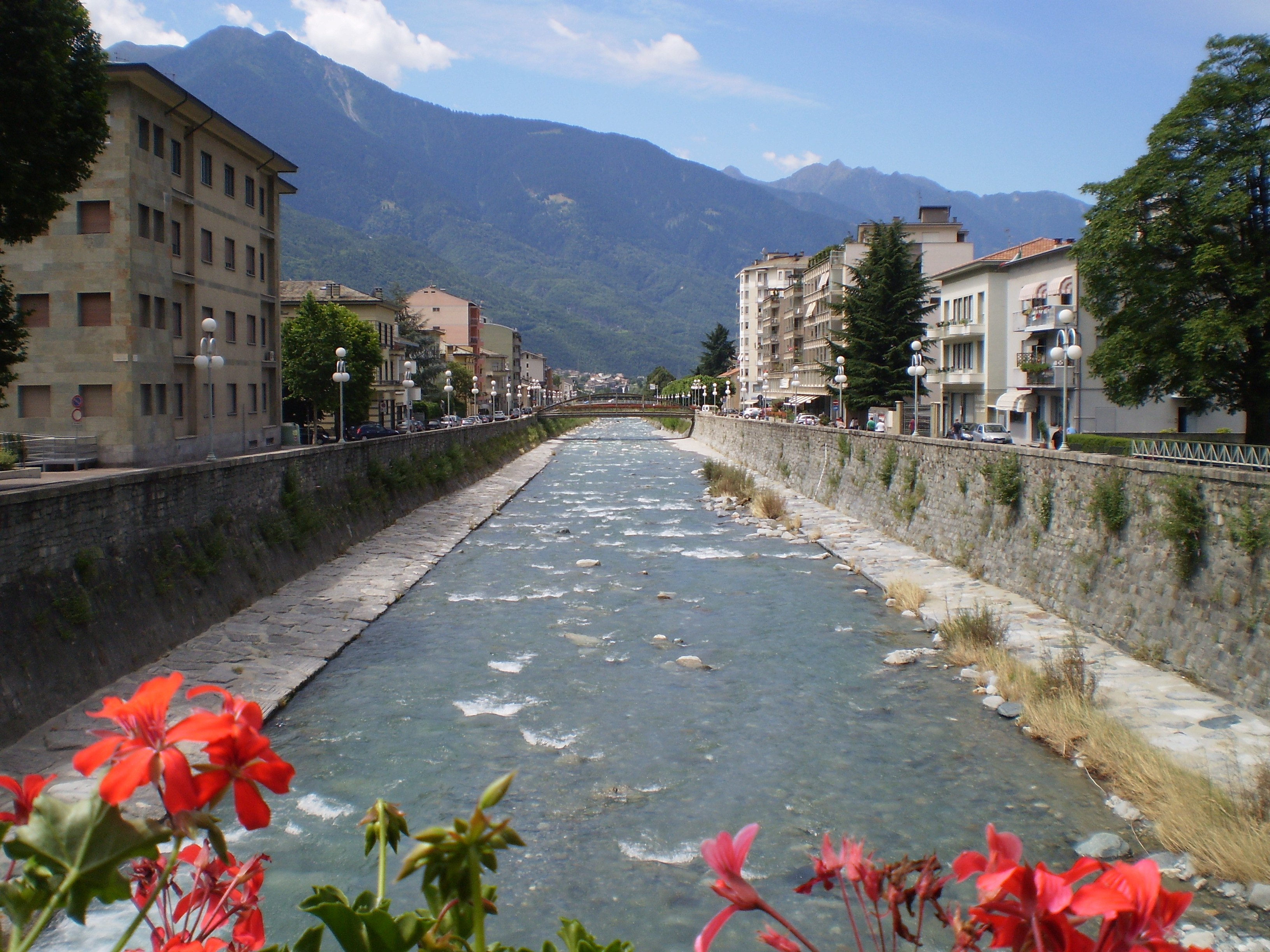
Der Fluss Mallero
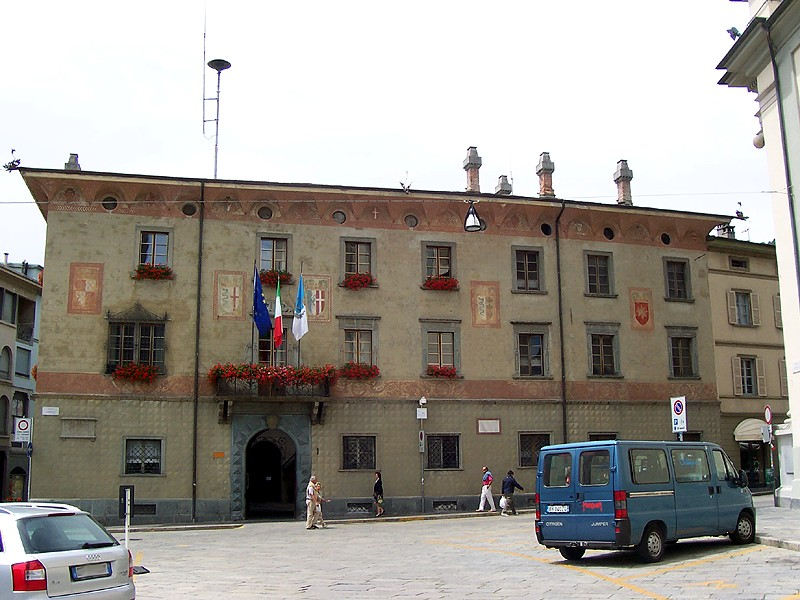
Palazzo Pretorio (Rathaus)
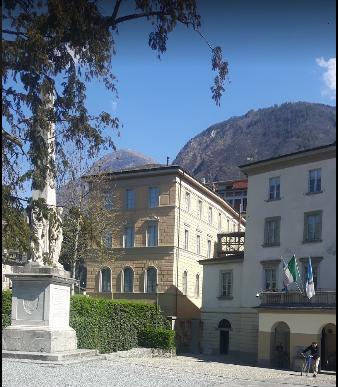
Palazzo Martinengo, Staatsarchiv
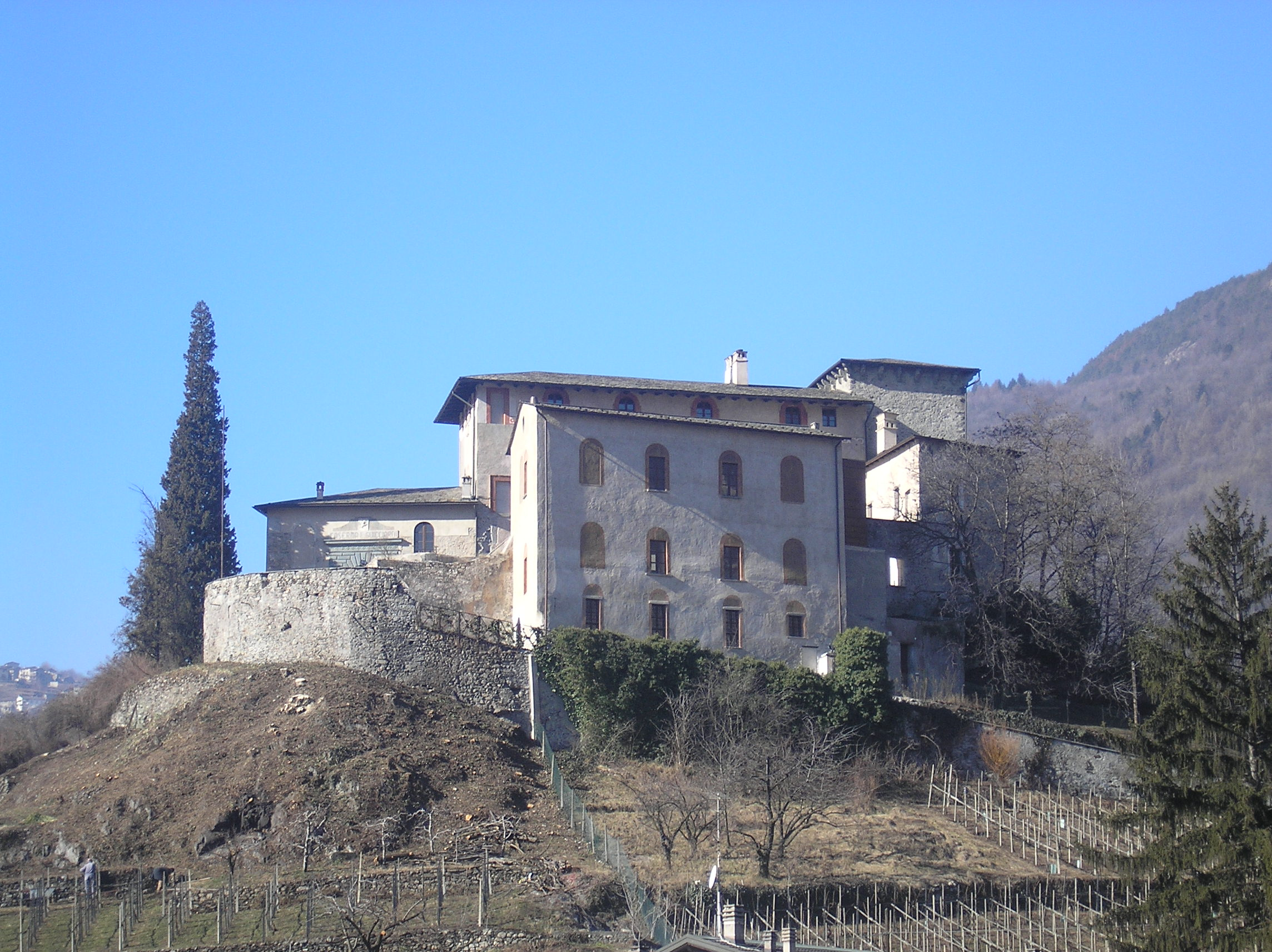
Schloss Masegra

## Städtepartnerschaften
- Sindelfingen, Deutschland
- Radovljica, Slowenien
- São Mateus, Brasilien

## Persönlichkeiten

### Söhne und Töchter der Stadt
- Georg von Perini (* 28. Oktober 1676 in Sondrio; † 24. Dezember 1733 in S-chanf ?), Podestà in Morbegno, Gesandter der Drei Bünde, Major[7]
- Lorenzo Boturini de Benaducci (1702–1751/1755), Historiker, Erforscher des präkolumbischen Mexiko
- Antonio Caimi (* 16. April 1811 in Sondrio; † 5. Januar 1878 in Mailand), Maler, Musiker, Kunstschriftsteller[8][9]
- Enrico Sertoli (1842–1910), Physiologe und Histologe
- Pio Rajna (1847–1930), Romanist
- Michele Rajna (1854–1920), Astronom
- Luigi Credaro (1860–1939), Politiker und Universitätsprofessor
- Bruno Fornaciari (1881–1959), Politiker
- Pier Luigi Nervi (1891–1979), Bauingenieur
- Gianni Celati (1937–2022), Schriftsteller und Übersetzer
- Pierangelo Andreani (* 1947), Industriedesigner
- Giulio Tremonti (* 1947), Politiker (Popolo della Libertà)
- Franco Moretti (* 1950), Literaturwissenschaftler
- Gianni Motti (* 1958), Plastiker, Bildhauer, Installator tätig in Genf[10]
- Giovanni Pradella (* 1971), Orgelbauer
- Arianna Fontana (* 1990), Shorttrackerin
- Nicole Agnelli (* 1992), Skirennläuferin
- Paola Viganò (* 1961), Architektin und Stadtplanerin

### Andere Persönlichkeiten
- Nicolò Rusca (* 20. April 1563 in Bedano; † 4. September 1618 in Thusis) war Erzpriester in Sondrio und ist hier auch begraben.
- Familie Ligari[11]
  - Gian Pietro Giacomo Francesco Ligari (* 18. Februar 1686 in Ardenno; † 6. April 1752 in Sondrio), Maler, Zeichner, Kupferstecher, Architekt, Orgelbauer, Uhrenbauer, Musiker und Verfasser[12]
  - Vittoria Ligari (* 14. Februar 1713 in Mailand; † 9. Dezember 1783 in Sondrio), Tochter von Gian Pietro, Malerin[13][14]
  - Cesare Ligari (* 28. April 1716 in Mailand; † 12. April 1770 in Como) (Bürgerort Sondrio), Maler[15]

- Kolumban Sozzi (* 14. Juli 1728 (Johann Martin) in Olivone (heute Gemeinde Blenio); † 23. Juni 1802 in Sondrio), Priester, Lehrer am Kolleg des Klosters Disentis.[16]